# Vuelo espacial privado

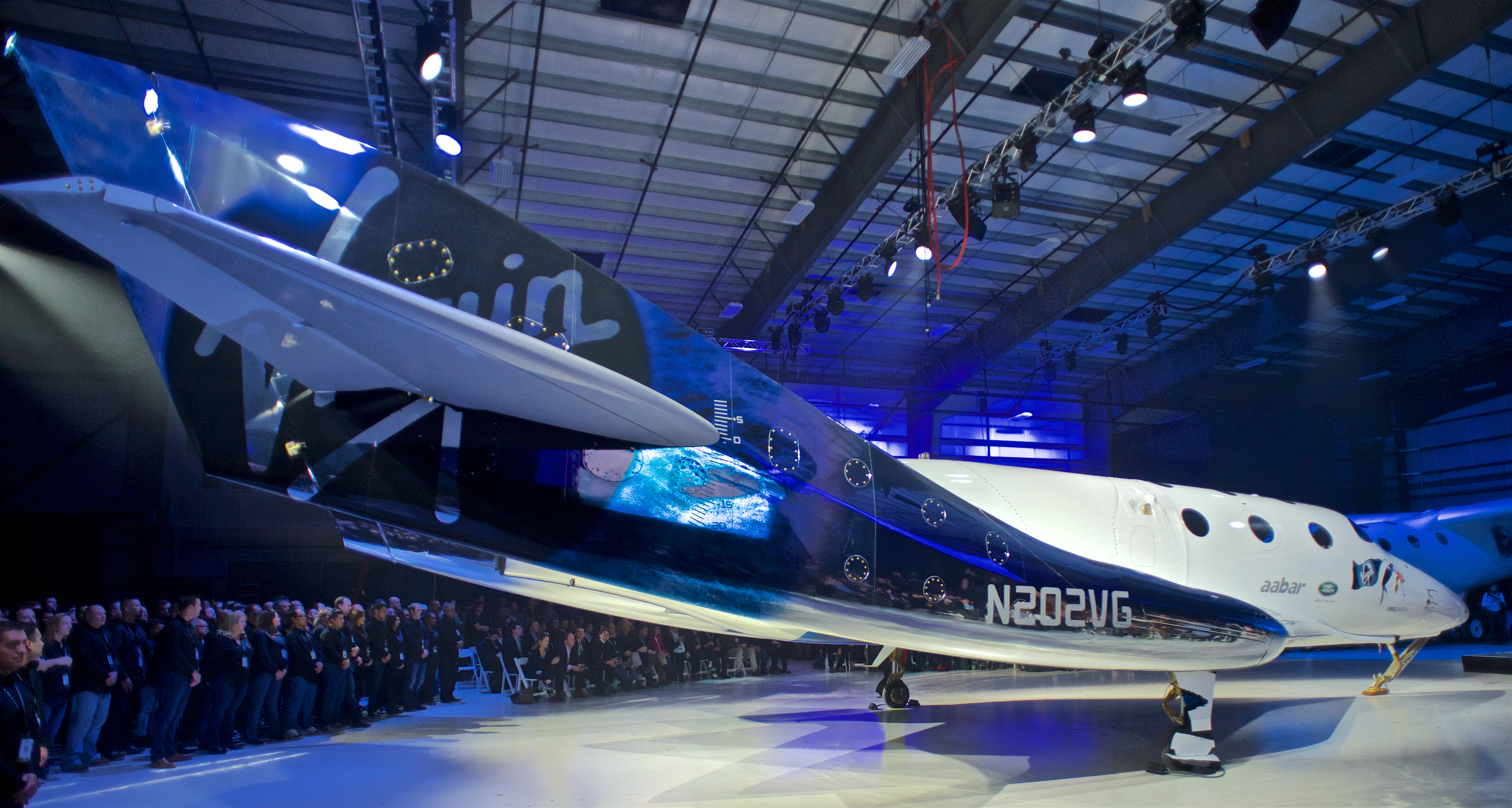
Virgin Galactic Unity 22.

De izquierda a derecha varios vehículos de lanzamiento espacial de SpaceX: Falcon 1, Falcon 9 v1.0, tres versiones de Falcon 9 v1.1, tres versiones de Falcon 9 v1.2 (Full Thrust), Falcon 9 Block 5 con cofia y con cápsula Dragon, y Falcon Heavy.

Vuelo espacial privado es todo vuelo espacial –o el desarrollo de nueva tecnología aeroespacial– conducida y financiada por una entidad no perteneciente a ningún gobierno. También se conoce como NewSpace a esta industria privada emergente global de vuelos espaciales. Actualmente hay 3 grandes empresas operando en este sector: SpaceX, perteneciente a Elon Musk; Blue Origin, perteneciente a Jeff Bezos y Virgin Galactic, perteneciente a Richard Branson.

## Introducción
En los inicios de la era espacial, la gran cantidad de recursos humanos y económicos necesarios para desarrollar un programa espacial sólo estaban al alcance de las dos grandes superpotencias. 
Tanto el programa de Estados Unidos como el de la Unión Soviética eran programas estatales, desarrollados en el contexto de la Guerra Fría, y frecuentemente utilizados como escaparate propagandístico y para fines militares.
Durante mucho tiempo las organizaciones privadas no pudieron acceder a realizar lanzamientos espaciales con fines comerciales, aunque el desarrollo tecnológico, junto con los profundos cambios políticos y económicos del último cuarto del siglo XX, han favorecido un cambio gradual de esta situación.
Por una parte, el fin de la Guerra Fría hizo que los programas estatales, desprovistos de su principal aliciente, perdieran fuelle, y mientras la decadencia de la URSS asfixiaba el programa espacial ruso, el programa estadounidense se fue estancando progresivamente. 
Por otra parte, mientras el continuo desarrollo tecnológico iba reduciendo los costes de la aventura espacial, la globalización de la economía mundial permitía la aparición de grandes empresas multinacionales, y de inversores privados con el músculo financiero necesario para hacer frente al reto. Paralelamente, la explosión de la industria de las comunicaciones proporcionó el aliciente necesario para atraer la inversión privada, con la aparición de atractivas oportunidades de negocio vinculadas al espacio, principalmente en el lanzamiento de satélites de comunicaciones.
Todos estos factores han permitido que poco a poco vayan surgiendo organizaciones privadas capaces primero de comprar lanzamientos espaciales a los programas estatales, y más tarde de ofrecerlos, dando lugar a una nueva era, en la que la exploración espacial se está transformando lenta pero inevitablemente en una actividad eminentemente comercial impulsada por la iniciativa privada.
En lo que sigue distinguiremos seis tipos actividades diferentes:
- Lanzamiento de carga comercial
- Turismo espacial
- Vuelos suborbitales tripulados comerciales
- Vuelos circunlunares tripulados
- Estaciones espaciales comerciales
- Planes futuros

## Lanzamiento de carga comercial
La primera intervención de la iniciativa privada en el espacio fue el lanzamiento de satélites de comunicaciones comerciales. En 1962, el 'Communications Satellite Act' abrió el camino en EE. UU. para que consorcios comerciales pudieran poner en órbita y operar sus propios satélites, aunque los lanzamientos seguían realizándose utilizando vehículos estatales.

### Subvenciones en Europa
En marzo de 1980 la Agencia Espacial Europea (ESA) creó Arianespace, la primera compañía para el transporte espacial comercial. Arianespace produce, opera y comercializa la familia de lanzadores Ariane. En 1995 Arianespace colocó en órbita el satélite número 100, y en 1997 se producía el lanzamiento número 100 de un cohete Ariane. En el accionariado de Arianespace están representadas entidades científicas, técnicas, financieras y políticas de 10 países europeos diferentes.

### Desregularización en Estados Unidos de América.

Gráficos de los vuelos suborbitales SpaceShipOne, SpaceShipTwo y New Shepard a julio de 2021 por CMG Lee. Cuando el refuerzo y la cápsula alcanzaron diferentes altitudes, se traza la mayor. En el archivo SVG, coloque el cursor sobre un punto para mostrar detalles.

Desde el inicio del programa del transbordador espacial hasta el desastre del Challenger en 1986, la política de EE. UU. fue que la NASA funcionara como proveedor público de la capacidad estadounidense para el mercado mundial. Inicialmente NASA subvencionaba el lanzamiento de satélites con la intención de fijar el precio del servicio de transbordador en el coste marginal a largo plazo.
El 30 de octubre de 1984, el presidente Reagan aprobó el "Commercial Space Launch Act", para posibilitar el desarrollo de una industria estadounidense de operadores privados de sistemas de lanzamiento no reutilizables. Con anterioridad a la aprobación de esta ley, los lanzamientos de satélites comerciales en EE. UU. estaban limitados al transbordador espacial de la NASA.
El 5 de noviembre de 1990, el presidente George W Bush aprobó el "Launch Services Purchase Act". Esta ley, en un cambio de política radical respecto al inicial monopolio del transbordador espacial, obligaba a la NASA a subcontratar servicios de lanzamiento de proveedores comerciales para sus cargas útiles primarias siempre que fuera necesario.
En 1996 el gobierno de EE. UU. escogió a las empresas Lockheed Martin y Boeing para desarrollar independientemente Evolved Expendable Launch Vehicles o EELV (vehículos de lanzamiento evolucionado no reutilizable) para competir por contratos de lanzamiento y asegurar el acceso al espacio. Esta estrategia se basaba en la viabilidad comercial de las dos propuestas presentadas para reducir costes. Al no materializarse la demanda, Boeing retiró del servicio en 2003 su EELV (el Delta IV), mientras que el Atlas V de Lockheed Martin ha realizado 5 lanzamientos hasta la fecha.

### Privatización en Rusia
En 1994 el gobierno ruso comenzó a vender a inversores privados parte de su participación en la empresa RSC Energía, que junto con Khrunichev constituían el grueso del programa espacial tripulado ruso. La reducción de la participación estatal en RSC Energía continuó en años sucesivos, y en 1997 el gobierno ruso perdía su posición mayoritaria en el accionariado.

### Alianzas

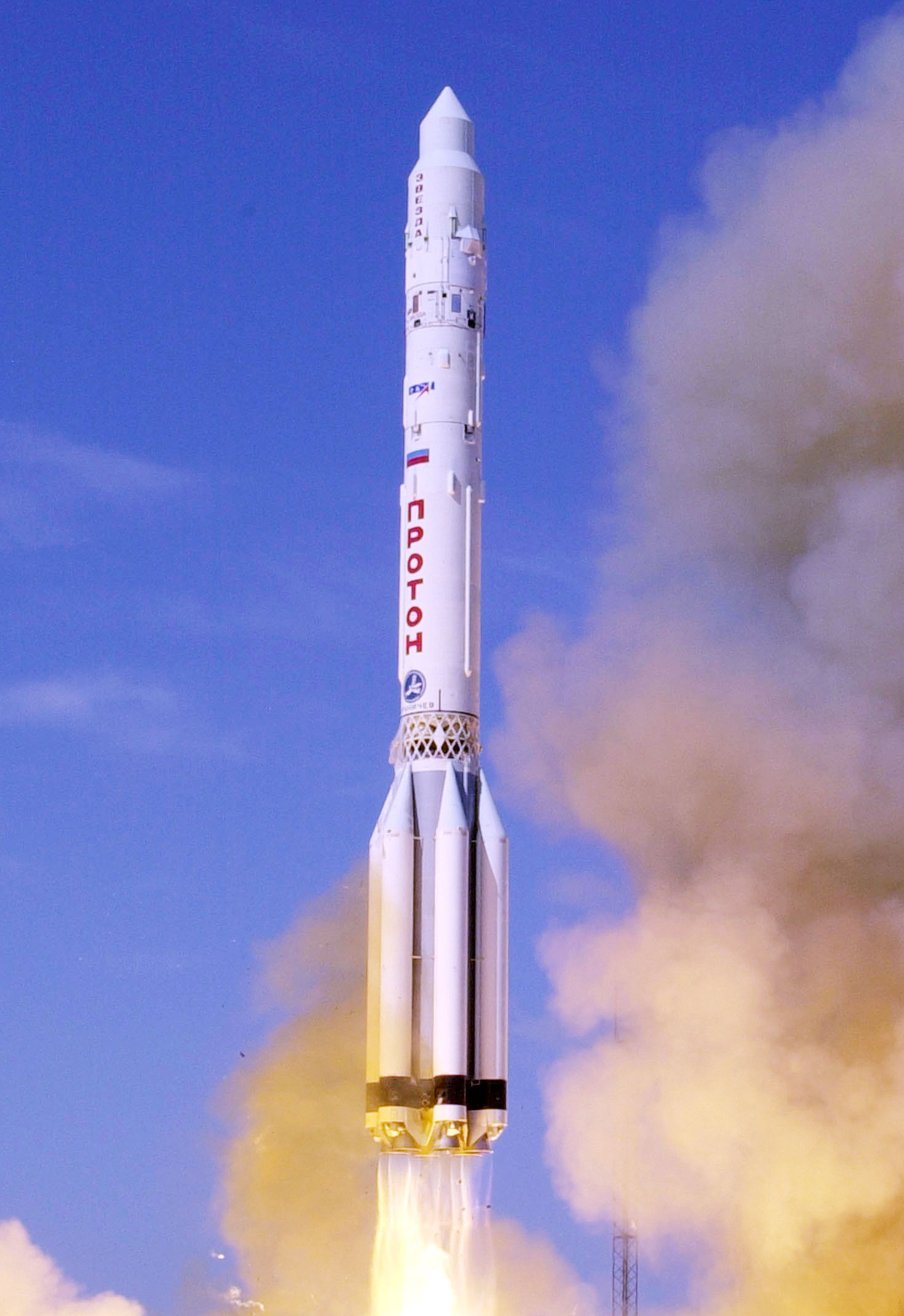
Lanzamiento del cohete ruso Protón.

Desde 1995 el cohete Protón, de la agencia rusa Khrunichev, es comercializado por la empresa Internacional Launch Services, mientras que el cohete Soyuz es comercializado por Starsem. RSC Energía construye el cohete Soyuz y es propietario de parte del proyecto Sea Launch, que utiliza el cohete ucraniano Zenit.
En 2003 Arianespace se alió con Boeing Launch Services y Mitsubitshi Heavy Industries para crear la Alianza de Servicios de Lanzamiento. 
En 2005, debido a la reducida demanda de lanzamientos de EELV, Lockheed Martin y Boeing crearon una alianza comercial denominada United Launch Alliance para monopolizar el mercado de lanzamientos gubernamentales estadounidense.
Hoy día hay muchas compañías de transporte espacial comercial que ofrecen servicios de lanzamiento a compañías de satélites y programas espaciales gubernamentales en todo el mundo. En 2005 se produjeron 37 lanzamientos no comerciales y 18 lanzamientos comerciales, de los que un 44% se produjo en Rusia, un 28% en Europa, y un 6% en Estados Unidos.
Compañías que actualmente ofrecen servicios de transporte espacial:
- Arianespace, que lanza el cohete Ariane 5
- EADS SPACE Transportation
- International Launch Services, alianza ruso-estadounidense que comercializa el Atlas de Lockheed y el Protón de Khrunichev
- Lockheed Martin Space System, que lanza el Atlas V
- Orbital Sciences Corporation, que lanza el Minotaur, el Pegasus y el Taurus
- RSC Energia, que lanza el Protón
- Sea Launch, que lanza el Zenit
- SpaceX, que logró lanzar el Falcon 1, el Falcon 9 (el primer cohete reutilizable aterrizado en el mar), lanzo la cápsula Dragon 2 (tripulada) a la EEI, y que planea llevar humanos a Marte para el 2024 en la Starship impulsada por el SuperHeavy.
- Starsem, que lanza el Soyuz
- ZeroG Aerospace
- Rocket Lab, que lanza el Electron
- i-Space, que lanza el Hyperbola 1
- Galactic Energy, que lanza el Ceres 1
- Virgin Orbit, que lanza el LauncherOne
- Astra, que lanza el Rocket 3